# Alchemilla stricticaulis
Alchemilla stricticaulis é uma espécie de rosácea do gênero Alchemilla, pertencente à família Rosaceae.